# Flávio Arns
Flávio José Arns (Curitiba, 9 de novembro de 1950) é um professor e político brasileiro. Atualmente, exerce o mandato de Senador da República pelo Partido Socialista Brasileiro (PSB).

## Vida pessoal e formação acadêmica
É filho de Osvaldo Arns e de Teresinha Mohr Arns. Descendente de alemães, é neto de Gabriel Arns e Helene Steiner, sobrinho de Zilda Arns e de dom Paulo Evaristo Arns. Casou-se com Odenise Teresinha Arns, com quem teve dois filhos, Caroline Arns e Osvaldo Arns Neto.
Formado em Letras pela Pontifícia Universidade Católica do Paraná (PUCPR) em 1972 e em Direito pela Universidade Federal do Paraná (UFPR) em 1973, da qual se tornou professor. Concluiu, em 1979, mestrado em Letras pela UFPR, e obteve em 1980 o título de Ph.D. em Linguística, tendo como área de concentração linguagem e comportamento, pela Universidade Northwestern, em Illinois, Estados Unidos.

## Carreira profissional
Foi, de 1983 a 1990, diretor do Departamento de Educação Especial da Secretaria de Educação do Paraná onde contribuiu desenvolvendo diversas atividades. Foi presidente da Federação Nacional das APAE, de 1991 a 1995 e de 1999 a 2001. Foi em 1995 presidente da Associação Brasileira de Desportos de Deficientes Mentais. Foi vice-presidente da Liga Internacional de Entidades Pró-Pessoas com Deficiência Mental, de 1996 a 1998. Foi presidente da Federação das APAE do Estado do Paraná, entre 1997 e 1999. Foi ainda Chefe da Delegação Brasileira, nos Jogos Paralímpicos de Verão de 1992, em Madrid, na Espanha. Membro ainda do Conselho Nacional de Direitos da Pessoa Portadora de Deficiência (CONADE) e da Associação Nacional dos Amigos da Pastoral da Criança (ANAPAC).
Em agosto de 2015, foi empossado na Academia Paranaense de Letras, ocupando a cadeira de número 10, preenchendo a vaga da escritora e ex-primeira-dama do Paraná, Flora Munhoz da Rocha. A cadeira número 10 tem como patrono o escritor Telêmaco Augusto Enéas Morocines Borba.

## Carreira política
Iniciou a carreira política em 1990, quando se candidatou a deputado federal pelo PSDB, logrando êxito, e sendo reeleito por três vezes seguidas. Em 2001, deixou o PSDB e filiou-se ao PT.
Em 2002, foi eleito senador, tendo como primeira suplente Danimar Cristina Pereira da Silva. No Senado, presidiu a Comissão de Educação, Cultura e Esporte, além de ter participado como titular de várias comissões, como da Comissão de Direitos Humanos e Legislação Participativa e da Comissão de Assuntos Sociais.
Nas eleições de 2006, concorreu ao governo do Paraná, obtendo o terceiro lugar com 9,3% dos votos.
Em 19 de agosto de 2009, anunciou que se desligaria do PT, por não concordar com a maneira como o partido tratou as denúncias contra o presidente do Senado, José Sarney (PMDB-AP).
Arns voltou, em 2009, junto com o senador Expedito Júnior (PR-RO), para o PSDB.
Nas eleições de 2010, foi candidato a vice-governador do Paraná na chapa encabeçada por Beto Richa, chapa esta vitoriosa no pleito de 3 de outubro de 2010, em primeiro turno. Com Arns assumindo a vice-governadoria do Paraná, a suplente, Danimar Cristina Pereira da Silva, assumiu o restante do mandato.
Em junho de 2017, anunciou sua saída do PSDB, ingressando na Rede Sustentabilidade em abril de 2018. Nas eleições de outubro de 2018, foi, novamente, eleito para uma das duas vagas em disputa de Senador pelo Paraná, tendo como suplentes Vilson Basso (primeiro) e Flavio Vicente (segundo), ambos também filiados à Rede Sustentabilidade. No Senado, foi eleito vice-presidente da Comissão de Educação, Cultura e Esporte.
Em 2020, foi relator no Senado da PEC 26/2020, que instituiu o FUNDEB permanente e uma maior participação do estado no financiamento da educação básica. A proposta foi aprovada por unanimidade. Em agosto de 2020, anunciou sua filiação ao Podemos (PODE).

Em 2023, o senador se filiou ao PSB. Ainda em março, foi eleito presidente da Comissão de Educação, Cultura e Esporte do Senado Federal.

## Prêmios e honrarias

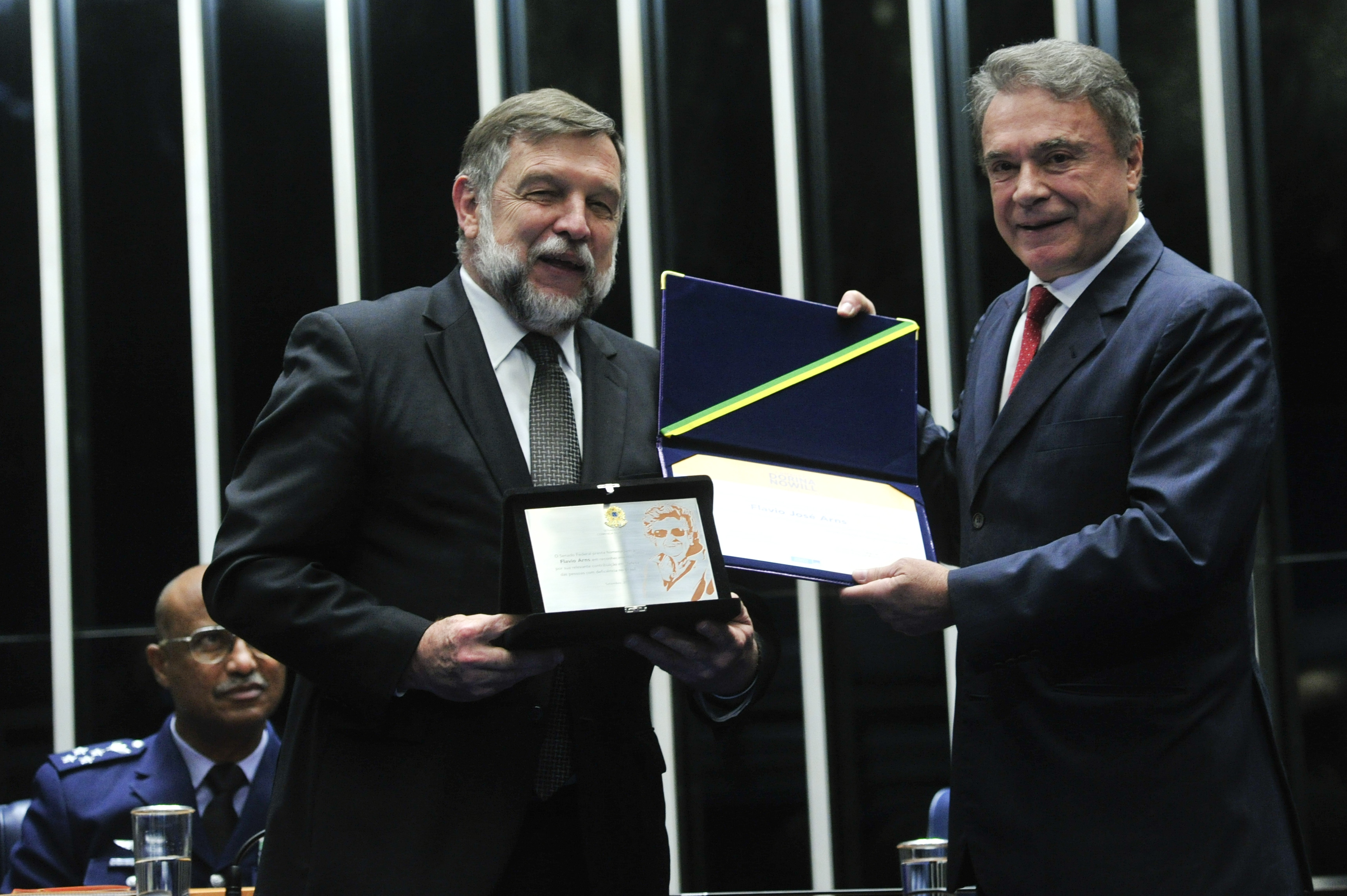
Flávio Arns ao receber de Alvaro Dias a Comenda Dorina Nowill, no Senado Federal.

Flavio Arns é conhecido por defender os direitos dos deficientes físicos e mentais, em especial dos autistas.
Recebeu, em 1993, a Ordem Nacional do Mérito Educativo, Grande-Oficial. Foi homenageado pela Câmara Municipal de Curitiba, recebendo o Vulto Emérito de Curitiba em 1994.
Em 2016, no dia 21 de setembro, dia que é celebrado o Dia Nacional de Luta das Pessoas com Deficiência, Arns foi homenageado em sessão especial no Senado Federal, com a Comenda Dorina Nowill, que destaca e referencia pessoas que lutam pela causa da pessoa com deficiência, garantindo que elas tenham acesso aos direitos básicos e possam estar incluídas na sociedade.

## Obras publicadas
- ARNS, Flávio José. Roça velha: realidade circunstancial e sua resposta metodológico-linguística. Curitiba: UFPR, 1977. Dissertação (Mestrado).
- ARNS, Flávio José. Joint problem solving activity in adult-child dyadz: a cross-cultural study. Evanston, Illinois, EUA: University Northwestern, 1981. Tese (Doutorado).

## Desempenho eleitoral
| Ano  | Eleição             | Partido | Cargo                                      | Votos     | %      | Resultado  | Ref |
| ---- | ------------------- | ------- | ------------------------------------------ | --------- | ------ | ---------- | --- |
| 1990 | Estaduais no Paraná | PSDB    | Deputado Federal                           | 23.678    | ?      | Eleito     |     |
| 1994 | Estaduais no Paraná | PSDB    | Deputado Federal                           | 42.507    | ?      | Eleito     |     |
| 1998 | Estaduais no Paraná | PSDB    | Deputado Federal                           | 81.725    | ?      | Eleito     |     |
| 2002 | Estaduais no Paraná | PT      | Senador                                    | 1.995.730 | 21,60% | Eleito     |     |
| 2006 | Estaduais no Paraná | PT      | Governador                                 | 506.825   | 9,35%  | Não Eleito |     |
| 2010 | Estaduais no Paraná | PSDB    | Vice-governador Titular: Beto Richa (PSDB) | 3.039.774 | 52,44% | Eleito     |     |
| 2018 | Estaduais no Paraná | REDE    | Senador                                    | 2.331.740 | 23,00% | Eleito     |     |